# Big Water
Big Water is een plaats (town) in de Amerikaanse staat Utah, en valt bestuurlijk gezien onder Kane County.

## Demografie
Bij de volkstelling in 2000 werd het aantal inwoners vastgesteld op 417.
In 2006 is het aantal inwoners door het United States Census Bureau geschat op 413, een daling van 4 (-1,0%).

## Geografie
Volgens het United States Census Bureau beslaat de plaats een oppervlakte van
15,7 km², geheel bestaande uit land. Big Water ligt op ongeveer 1252 m boven zeeniveau.

## Plaatsen in de nabije omgeving
De onderstaande figuur toont nabijgelegen plaatsen in een straal van 64 km rond Big Water.